# Marta Rojas
Marta Rojas (Santiago de Cuba, 1928-3 de octubre de 2021) fue una periodista y escritora cubana. Fue testigo de los sucesos del asalto al Cuartel Moncada el 26 de julio en 1953, realizó reportajes al respecto que fueron censurados por la revista Bohemia de la época.

## Trayectoria
Trabajó en la revista Bohemia. Después del triunfo revolucionario integró el equipo de periodistas de las revistas Verde Olivo y Trabajo. Trabaja para el periódico Granma desde su fundación, dando cobertura a acontecimientos nacionales e internacionales, entre ellos, numerosos viajes del comandante Fidel Castro al exterior. Fue la primera cubana corresponsal de guerra en Vietnam.

## Obras
Escribió varias novelas que tratan el tema de la fundación de la nación cubana y la lucha de los mestizos por su blanqueamiento desde el siglo XVIII. Tiene publicados varios libros, entre ellos Moncada, La Generación del Centenario, El juicio del Moncada, Tania la Guerrillera (coautora) y El que debe vivir (testimonios sobre Abel Santamaría), Santa Lujuria, El harén de Oviedo, Inglesa por un Año, El equipaje amarillo y Las campanas de Juana la Loca.

## Premios
Ha recibido numerosas condecoraciones, como el Premio Nacional de Periodismo José Martí, en reconocimiento a la obra de su vida, en 1997. Además, obtuvo los premios Casa de las Américas y Alejo Carpentier de novela.